# Mihai Grigoriu
Mihai Alexandru Grigoriu (* 26. Juni 1960) ist ein rumänisch-deutscher Pianist und Komponist. Er wurde in Bukarest als Sohn von Gabriela und Angel Grigoriu, dem bekannten Texter, Sänger und Mitglied von Trio Grigoriu, geboren.

## Ausbildung
Grigoriu machte 1978 am Musikalischen Gymnasium George Enescu in Bukarest Abitur. 1984 schloss er an der Musikhochschule Bukarest im Hauptfach Klavier ab, sein Aufbaustudium an der Hochschule für Musik Freiburg in der Klavierklasse von Robert-Alexander Bohnke beendete er 1989 mit der Künstlerischen Reifeprüfung.

## Wirken

### Klassik
Bereits während des Studiums hatte er zahlreiche Fernseh- und Hörfunkauftritte. Klavierkonzerte mit dem Rundfunk- und Fernsehorchester Bukarest und den staatlichen Orchestern von Bacau, Botosani, Kronstadt.
1996 Produktion der Solo-CD „Ethno Classics – von Chopin bis Piazzolla“.

### Pop
Komponist in der Pop-Branche in Rumänien (Lieder im Hörfunk und Fernsehen, Preise und Schallplatten). Drei Lieder landeten auf Platz 1 der Popcharts.

### Theater
Seit 1990 Pianist, musikalischer Leiter und Darsteller des Musiktheaters „Die Schönen der Nacht“ in zahlreichen Produktionen, u. a.:
- „Der Schuldige bleibt unerkannt - ein Aktionskonzert mit entarteter Musik“
- „Die Blume von Hawaii“ von Paul Abraham[1]
- „Grüner Mond von Alabama - eine Kurt Weill Revue“
- „This Time Next Year - Filmsongs von Kurt Weill“, Uraufführung im Rahmen des Weill-Festivals Dessau[2]
- „Nachtexpress“[3]
- „Ball im Savoy“ von Paul Abraham[4]
- „Dreiviertel ohne Takt - Wien, Weib und Gesang“[5]
- „Zartbitter - Eine Schokoladenrevue“[6]
- „Der Schauspieldirektor“[7][8]
- „Ewig jung“[9][10]

Darunter auch zahlreiche Gastspiele, u. a. in Mexiko, Südamerika, Thailand, Italien und der Schweiz.
2001 Produktion einer CD für die Revue „Berlin im Licht - Lieder und Songs der 20er Jahre“ in Zusammenarbeit mit dem Südwestrundfunk.
1991 bis 2000 Anstellung als Korrepetitor am Theater Freiburg. Seit 1991 in verschiedenen Produktionen als musikalischer Leiter, Pianist und Darsteller beteiligt, u. a.:
- „Götterspeise“
- „Die Dreigroschenoper“
- „Arsen und Spitzenhäubchen“[11]
- „Hilfe die Herdmanns kommen“[12]
- „Wassa Schelesnowa/Die Mutter“ (Regie Tom Kühnel)[13][14]
- „Black Forest Chainsaw Opera“ (Regie Stef Lernous)[15][16]

2000 bis 2008 Anstellung als Korrepetitor am Theater Basel. Seit 2004 in verschiedenen Produktionen als musikalischer Leiter, Pianist und Darsteller beteiligt, u. a.:
- „Bei mir bist du schön“[17]
- „Die Nacht singt ihre Lieder“ (Komposition der Bühnenmusik und Pianist)[18]
- „Alice hinter den Spiegeln“[19]
- „Meisterklasse“ (Regie Tom Ryser)[20]
- „Atlantik Mann“ (Regie Elias Perrig)[21]
- „Le Soleil et la Lune“ – Chansonabend mit Isabelle Menke
- „Meine Faire Dame“ (Regie Christoph Marthaler), einschließlich Gastspiele auf den Festivals in Avignon, Edinburgh und im Theater Odéon in Paris[22][23]

Komposition des 2019 bei den Festspielen Breisach uraufgeführten Musicals „Charleys Tante“.

## Kritiken
- „Apropos Chansonier: Die Nummer beherrscht auch Mihai Grigoriu ebenso furios wie das Klavier und die musikalischen Arrangements. Seine Jacques-Brel-Nummer – sie zergeht auf der Zunge.“[26]
- „Mihai Grigoriu ist ein Salonpianist erster Güte, vertraut mit allen Raffinessen des Rubatierens, ein Tastenfürst mit Esprit und Witz und überdies überzeugender Chansonstimme.“[27]
- „Was wiederum dem Herrn Huber, seinem kongenialen Partner am Klavier, die Gelegenheit gibt, sich ebenfalls als hervorragender Sänger einzubringen: mit der "Telefonbuchpolka", wo auf der Seite "V" all seine Freunde mit so zungenbrecherischen Namen wie Voitech, Vozek, Vimlatil drinstehen.“[28]